# غلامعباس زائری
غلامعباس زائری (۱۳۲۵، بندرعباس) نماینده مردم بندرعباس، قشم، حاجی‌آباد و ابوموسی در دوره‌های اول تا چهارم مجلس شورای اسلامی بود.
او پس از نمایندگی مجلس به سمت استانداری هرمزگان انتخاب شد و بعد از آن به عنوان مشاور رهبری منصوب شد. حجت الاسلام محمدرضا زائری فرزند اوست. محمود احمدی‌نژاد زایری را در دولت اول خود برای وزارت آموزش و پرورش مد نظر داشت.
| دوره  | رای    | درصد |
| ----- | ------ | ---- |
| چهارم | ۵۹٬۵۴۴ | ۴۷   |
| سوم   | ۴۷٬۲۰۲ | ۳۷   |
| دوم   | ۳۸٬۸۲۴ | ۵۱   |
| اول   | ۳۵٬۱۵۸ | ۵۵٫۵ |